# Saipan (Schiff, 1977)
Die USS Saipan (LHA-2) war ein amphibisches Angriffsschiff der Tarawa-Klasse der United States Navy. 

## Geschichte
Die Kiellegung erfolgte am 21. Juli 1972 durch die Ingalls Shipbuilding Division, Litton Industries, Pascagoula, Mississippi. Mrs. J. William Middendorf II, die Ehefrau des Secretary of the Navy, Middendorf, taufte beim Stapellauf am 21. Juli 1974 das Schiff.
Die Einsatzkarriere der Saipan begann im Juli 1979, als sie vom Flottentraining ausgesondert wurde und ein Spezialtraining absolvierte. Es bestand die Möglichkeit, aufgrund des Bürgerkriegs in Nicaragua, die dort lebenden Amerikaner evakuieren zu müssen.
Im Mai 1980 unterstützte die Saipan die Kräfte der United States Coast Guard dabei, die kubanischen Flüchtlingen in der Straße von Florida halfen, die Vereinigten Staaten zu erreichen. Am 25. August 1980 verließ die Saipan Norfolk und nahm – als erstes LHA – Kurs auf das Mittelmeer. Am 3. September 1981 lief die Saipan zu ihrer zweiten Reise ins Mittelmeer aus. Während dieser Mission besuchte die Saipan sieben Länder in drei Kontinenten. Im Januar 1985 lief die Saipan zu ihrer dritten Mittelmeer-Reise aus. Sie legte dabei über 32.000 Seemeilen zurück, verzeichnete über 6.700 unfallfreie Landungen und besuchte Häfen in drei Ländern.
Von September 1991 bis März 1992 befand sich die Saipan im Persischen Golf, von wo aus sie die Operation Desert Storm unterstützte. Im März 1993 lief die Saipan erneut Richtung Mittelmeer aus, um dort die beiden militärischen Operationen Operation Deny Flight und Operation Provide Promise zu unterstützen. Das Schiff kehrte im September 1993 in die Vereinigten Staaten zurück. Im April 1994 schließlich begann die dritte planmäßige Überholungsphase. Im Juni 1996 führte es die Saipan erneut ins Mittelmeer. Dort nahm sie an der Operation Decisive Endeavor und verschiedenen multinationalen Übungen teil. Sie kehrte im Dezember 1996 nach Norfolk zurück. Im Juli 1998 lief die Saipan wieder Richtung Mittelmeer aus. Das Schiff kreuzte – aufgrund der Tumulte in Albanien – fast während der gesamten Mission in der Adria.
1999 wurde die Saipan zur experimentellen Testplattform für die Bell-Boeing V-22 Osprey.
Im Juli 2000 begann die achte Mittelmeermission der Saipan. Das Schiff zeigte dort – während der Herbstwahlen – vor der jugoslawischen Küste Präsenz.
Am 12. Februar 2001 lief die Saipan planmäßig zur vierten Überholungsphase im Norfolk Naval Shipyard ein. Im Anschluss nahm das Schiff an der Operation Iraqi Freedom teil. Die Außerdienststellung der Saipan erfolgte am 20. April 2007. Bis Oktober 2009 lag die Saipan eingemottet in der Philadelphia Naval Shipyard, daraufhin wurde sie nach Brownsville in Texas geschleppt und dort von International Shipbreaking abgebrochen. Die Arbeiten waren am 23. Februar 2011 abgeschlossen.